# Albacor De Molla Vermella
Albacor De Molla Vermella es un cultivar de higuera de tipo higo común Ficus carica, bífera (con dos cosechas por temporada, brevas e higos de otoño), de higos de epidermis con color de fondo negro con sobre color morado rojizo en la zona del cuello. Se cultiva en la colección de higueras de Montserrat Pons i Boscana, en el municipio español de Llucmajor, Islas Baleares.

## Sinonimia
- „sin sinónimo“,[4][6][7]

## Historia
Actualmente la cultiva en su colección de higueras baleares Montserrat Pons i Boscana, rescatada de un ejemplar o higuera madre localizada por Pedro Santandreu i Ferrer cultivada en la finca "ses Voltes" en el término de San Lorenzo del Cardezar, finca de la cual es propietario.
La variedad 'Albacor De Molla Vermella' está citada en el Diccionario Catalán-Valenciano-Balear (DCVB). Es una  variedad difícil de encontrar y poco conocida incluso en los lugares más cercanos a la ubicación del árbol madre. Obtiene su nombre debido al color rojo-anaranjado intenso de su pulpa (Vermelló:Bermellón, en Baleares).

## Características
La higuera 'Albacor De Molla Vermella' es una variedad bífera de tipo higo común. Árbol de gran desarrollo, con copa altiva estirada y espesa de ramaje. Sus hojas con 3 lóbulos (60%) son las mayoritarias, y de 5 lóbulos (40%). Sus hojas con dientes presentes y márgenes serrados. 'Albacor De Molla Vermella' tiene un desprendimiento medio-alto de higos, y un rendimiento productivo alto por cada árbol. La yema apical cónica de color verde amarillento.
Los frutos 'Albacor De Molla Vermella' son de tamaño de longitud x anchura de 44 x 58 mm de forma ovoidal algo piriformes tanto en brevas como en higos, que presentan unos frutos medianos, simétricos en la forma y uniformes en las dimensiones, de unos 38,236 gramos en promedio, de epidermis de consistencia mediana, grosor de la piel grueso, de color de fondo negro con sobre color morado rojizo en la zona del cuello. Ostiolo de 0 a 2 mm con escamas moradas pequeñas. Pedúnculo de 0 a 3 mm cilíndrico de color verde oscuro. Grietas longitudinales escasas. Costillas poco marcadas. Con un ºBrix (grado de azúcar) de 19 de sabor soso pero sabroso en higos, con color de la pulpa rojo-anaranjado  encendido muy vistoso. Con cavidad interna pequeña, y con muchos aquenios medianos. Son de un inicio de maduración en las brevas sobre el 16 de junio, la maduración de los higos sobre el 29 de agosto al 6 de octubre. De rendimiento por árbol elevado y periodo de cosecha prolongado.
Se usa como brevas e higos frescos y secos para alimentación humana. Frescos y secos para alimentación animal. Producción alta. Son de mediana abscisión del pedúnculo y una mediana facilidad de pelado. Resistentes a la apertura del ostiolo, y a las lluvias. Mediana al transporte, al agriado, y al desprendimiento.

## Cultivo
'Albacor De Molla Vermella', se utiliza brevas e higos frescos y secos para alimentación humana. Los higos en fresco y seco para consumo animal (ganado porcino y ovino). Se está tratando de recuperar de ejemplares cultivados en la colección de higueras baleares de Montserrat Pons i Boscana en Llucmajor.